# La Jamais Contente
La Jamais Contente (Az örök elégedetlen) az első szárazföldi jármű, amely meghaladta a 100 km/h-s sebességet (105.88 km/h). A szárazföldi sebességi rekordot 1899. április 29-én érte el Camille Jenatzy, belga mérnök Achères-ben, Franciaországban. Az autót egy villanymotor hajtotta és Michelin gumikon gurult.